# Weyl-algebra
In de abstracte algebra, meer specifiek de ringtheorie, een deelgebied van de wiskunde, is de Weyl-algebra de ring van differentiaaloperatoren met coëfficiënten, die een polynoom zijn in één variabele.
{\displaystyle f_{n}(x)\partial _{x}^{n}+\ldots +f_{1}(x)\partial _{x}+f_{0}(x)}
Meer precies: laat {\displaystyle F} een lichaam (Nederlands) of veld (Belgisch) zijn en laat {\displaystyle F[x]} de ring van polynomen in één variabele, {\displaystyle x}, met coëfficiënten in {\displaystyle F} zijn. Dan ligt elke {\displaystyle f_{i}} in {\displaystyle F[x]}. De operator {\displaystyle \partial _{x}} is de afgeleide naar {\displaystyle x}. De algebra wordt gegenereerd door {\displaystyle x} en {\displaystyle \partial _{x}}.
De Weyl-algebra is een voorbeeld van een enkelvoudige ring, die geen matrixring over een delingsring (Nederlands) of lichaam (Belgisch) is. Het is ook een voorbeeld van een domein, dat niet commutatief is, en tevens een voorbeeld van een Ore-uitbreiding.
De Weyl-algebra is een quotiënt van de vrije algebra op twee generatoren, {\displaystyle x} en {\displaystyle y}, door de ideaal, gegenereerd door de enkele relatie 
{\displaystyle yx-xy-1}
De Weyl-algebra is de eerste in een oneindige familie van algebra's, die ook bekendstaat als de Weyl-algebra's. De {\displaystyle n}-de Weyl-algebra, {\displaystyle A_{n}}, is de ring van differentiaaloperatoren met coëfficiënten, die een polynoom zijn in {\displaystyle n} variabelen. De Weyl-algebra wordt gegenereerd door {\displaystyle x_{i}} en {\displaystyle \partial _{x_{i}}}.
Weyl-algebra's zijn vernoemd naar Hermann Weyl, die zij als eerste introduceerde om de onzekerheidsrelatie van Heisenberg in de kwantummechanica te bestuderen. Het is een quotiënt van de universeel omhullende algebra van de Lie-algebra van de Heisenberg-groep, door het eenheidselement 1 van de Lie-algebra gelijk te zetten aan het eenheidselement 1 van de universele omhullende algebra. Om deze reden staan Weyl-algebra's ook wel bekend als Heisenberg-algebra's.